# カムズ・ア・タイム
『カムズ・ア・タイム』（Comes a Time）は、ニール・ヤングが1978年に発表したソロ・アルバムである。

## 解説
ニコレット・ラーソンをヴォーカルに迎え、カントリータッチの楽曲が続く。クレイジー・ホース、J.J.ケイル、ゴーン・ウィズ・ザ・ウィンド・オーケストラがバックを務めた。

## 収録曲
Side 1
1. ゴーイン・バック   - "Goin' Back"
2. 今がその時 - "Comes a Time"
3. 愛の裏側  - "Look Out for My Love"
4. 溢れる愛  - "Lotta Love"
5. ピース・オブ・マインド  - "Peace of Mind"

Side 2
1. ヒューマン・ハイウェイ - "Human Highway"
2. オールレディ・ワン - "Arleady One"
3. 約束の地 - "Field of Opportunity"
4. モーターサイクル・ママ - "Motorcycle Mama"
5. 風は激しく - "Four Strong Winds"